# Konrad Laimer
Konrad Laimer (ur. 27 maja 1997 w Salzburgu) – austriacki piłkarz występujący na pozycji jako pomocnika w niemieckim klubie Bayern Monachium oraz w reprezentacji Austrii.

## Życiorys

### Kariera klubowa
W czasach juniorskich trenował w USC Abersee (2002–2007) oraz w Red Bull Salzburg (2007–2014).
1 lipca 2014 został piłkarzem pierwszego zespołu Red Bull Salzburg, kontynuując występy w FC Liefering, klubie satelickim tego klubu. W Liefering występował do sezonu 2015/2016. W rozgrywkach Bundesligi zadebiutował 28 września 2014 w wygranym 2:1 meczu z Rapidem Wiedeń. Pierwszego gola w lidze zdobył zaś 23 kwietnia 2016 w wygranym 3:1 spotkaniu z Rheindorfem Altach. Został wybrany najlepszym graczem Bundesligi w sezonie 2016/2017. W sumie w barwach klubu z Salzburga świętował zdobycie trzech mistrzostw kraju oraz trzech pucharów krajowych.
30 czerwca 2017 odszedł do niemieckiego RB Leipzig, podpisując z nim czteroletni kontrakt. Kwota transferu wyniosła około 7 milionów euro. W Bundeslidze zadebiutował 19 sierpnia 2017 w przegranym 0:2 meczu z FC Schalke 04. Od 1 lipca 2023 roku gracz Bayernu Monachium.

### Kariera reprezentacyjna
Reprezentował kadry narodowe Austrii do lat 16, 17, 18, 18, 19, 20 oraz 21.

### Statystyki kariery
(aktualne na dzień 2 marca 2019)
| Klub              | Sezon     | Liga    | Liga       | Liga  | Liga | Puchar krajowy | Puchar krajowy | Rozgrywki europejskie | Rozgrywki europejskie | W sumie | W sumie |
| Klub              | Sezon     | Liga    | Liga       | Mecze | Gole | Mecze          | Gole           | Mecze                 | Gole                  | Mecze   | Gole    |
| ----------------- | --------- | ------- | ---------- | ----- | ---- | -------------- | -------------- | --------------------- | --------------------- | ------- | ------- |
| FC Liefering      | 2013/2014 | Austria | Erste Liga | 3     | 0    | –              | –              | –                     | –                     | 3       | 0       |
| FC Liefering      | 2014/2015 | Austria | Erste Liga | 8     | 0    | –              | –              | –                     | –                     | 8       | 0       |
| FC Liefering      | 2015/2016 | Austria | Erste Liga | 8     | 0    | –              | –              | –                     | –                     | 8       | 0       |
| Red Bull Salzburg | 2014/2015 | Austria | Bundesliga | 8     | 0    | 2              | 0              | 3                     | 0                     | 13      | 0       |
| Red Bull Salzburg | 2015/2016 | Austria | Bundesliga | 18    | 1    | 3              | 3              | 0                     | 0                     | 21      | 4       |
| Red Bull Salzburg | 2016/2017 | Austria | Bundesliga | 31    | 3    | 2              | 1              | 10                    | 0                     | 43      | 4       |
| RB Leipzig        | 2017/2018 | Niemcy  | Bundesliga | 22    | 0    | 2              | 0              | 5                     | 0                     | 29      | 0       |
| RB Leipzig        | 2018/2019 | Niemcy  | Bundesliga | 19    | 1    | 3              | 0              | 9                     | 1                     | 30      | 2       |
| W sumie           | W sumie   | W sumie | W sumie    | 117   | 5    | 12             | 4              | 27                    | 1                     | 156     | 10      |

## Sukcesy

### Indywidualne
- Najlepszy zawodnik Bundesligi austriackiej w sezonie 2016/2017[5]

### Zespołowe

#### Red Bull Salzburg
- Mistrzostwo Austrii (3x): 2014/2015, 2015/2016, 2016/2017
- Puchar Austrii (3x): 2014/2015, 2015/2016, 2016/2017

#### RB Lipsk
- Puchar Niemiec (2x): 2021/2022, 2022/2023[9]

#### Bayern Monachium
- Mistrzostwo Niemiec: 2024/2025
- Superpuchar Niemiec: 2025[10]